# Jornal Internacional
Jornal Internacional foi um telejornal noturno brasileiro da Rede Globo. exibido normalmente às 22h30. Editado por Carlos Castilho, redigido por Jorge Pontual (atualmente correspondente da Globo em Nova Iorque) e Sandra Passarinho e apresentado por Heron Domingues (conhecido por ter apresentado o Repórter Esso),  o telejornal se dedicava às notícias internacionais, como indica o nome, mas também à cobertura nacional e às principais manchetes do dia. Ficou no ar até 1975, quando foi substituído pelo telejornal Amanhã.

## História
O Jornal Internacional estreiou em 03 de abril de 1972, às 22:35h, com 15 minutos de duração, sob o comando de Heron Domingues, conhecido por apresentar o Repórter Esso, na TV e Rádio Tupi.
O telejornal tinha como foco as notícias internacionais, principalmente quando envolviam assuntos relacionados à política e economia global. O material exibido nos VTs do JI vinham de agências de notícias internacionais, como a UPITM, Viesnews e da rede de TV estadunidense CBS. Quase sempre, as fitas destas agências chegavam à redação da Globo com atrasos que chegavam até a dias depois que o fato aconteceu, devido a precariedade tecnológica nas telecomunicações da época. Para driblar esta dificuldade, era comum o telejornal exibir com muita frequência notícias lidas pelo apresentador no estúdio (as chamadas notas ao vivo) e até com o uso de mapas gráficos.
Em agosto de 1972, o noticiário ganhou mais cinco minutos no ar, passando a ter uma duração de 20 minutos, e passou a ser exibido às 22:40h. Porém, esta mudança ficaria até março de 1974, quando o Jornal Internacional voltou a ser exibido durante 15 minutos.
Em 05 de agosto de 1974, o Jornal Internacional voltou a perder espaço na grade de programação da Globo. Com a estreia do Jornal da Noite, o JI perdeu mais cinco minutos. Na ocasião, o então chefe de redação, Luis Edgard de Andrade, sugeriu para o então diretor da Central Globo de Jornalismo que o noticiário pudesse expor matérias voltadas para outros assuntos, além de política e economia, os assuntos carro-chefe do telejornal. Naquela mesma semana, o Jornal Internacional repercutia a renúncia do presidente dos Estados Unidos, Richard Nixon, sendo a última edição apresentada por Heron Domingues, que acabaria falecendo horas depois.
Com a morte de Domingues, o JI passou a ser apresentado, em revezamento, por Sérgio Chapelin e Carlos Campbell, até a extinção do telejornal, em 02 de maio de 1975. O horário deixado pelo Jornal Internacional foi ocupado, semanas depois, pelo telejornal Amanhã, numa proposta da Globo de promover uma informalidade e modernidade na linguagem telejornalística.

## Curiosidades

Heron Domingues no estúdio do Jornal Internacional pela última vez, em 09 de agosto de 1974

- O último trabalho de Heron Domingues foi no Jornal Internacional. Ele morreu em casa, logo após dar a notícia da renúncia de Richard Nixon no Jornal Internacional.[2][3]

## Cronologia de apresentadores
- Heron Domingues (1972-1974)
- Sérgio Chapelin (1974)
- Carlos Campbell (1975)